# Odensberg
Odensberg – miejscowość (tätort) w Szwecji, w regionie administracyjnym (län) Västra Götaland, w gminie Falköping.
Według danych Szwedzkiego Urzędu Statystycznego liczba ludności wyniosła: 290 (31 grudnia 2015), 282 (31 grudnia 2018) i 278 (31 grudnia 2019).